# Гамалія Михайло Андрійович
Михайло Андрійович Гамалія (*? — раніш 1725) — генеральний бунчужний, генеральний осавул Війська Запорозького, полковник полтавський.

## Біографія
Походив зі старовинного козацько-шляхетського роду Гамалій, син Андрія Гамалії. Службу, за протекції Мазепи, розпочав лохвицьким сотником (1690—1693). Від 1693 - значковий товариш, того ж року отримав у володіння Безсали. 
У 1701—1703 Генеральний Бунчужний, разом з тим виконувач обов'язків полтавського полковника (1702—1703). Чергове підвищення 1707го — генеральний хорунжий, під час Білоцерківської присяги гетьману вже згадується як генеральний осавул (1708). Брав участь у спільній кампанії Мазепи та Карла XII.
26 лютого 1709 разом з родиною схоплений загоном московського диверсанта Боріса Шереметєва на переправі через річку Псел. Через заступництво полковника Данила Апостола та Гетьмана Скоропадського Гамалію виправдано та реабілітовано, але тимчасово — 1712 його зіслано на московські катівні, де він знесилений тортурами на засланні й помер (до 1725 року).

## Родина
Двічі був одружений. Дівочепрізвище першої дружини невідоме (за першим шлюбом Самойлович). Від неї мав синів Івана (д/н—після 1744), генерального осавула, та Степана (д/н—1729), сотника лохвицького (1721–1727). Другою дружиноюбула Меланія Омелянівна (прізвище невідоме), яканародила сина Осипа (д/н—бл. 1760), який став бунчуковим товаришем у Лубенському полку